# Wireless Markup Language
WML (Wireless Markup Language) je značkovací jazyk založený na jazyce XML umožňující tvorbu online dokumentů pro mobilní zařízení. Struktura WML dokumentu je podobná jako v HTML, XHTML apod. Má však určitá specifika, vycházející z jeho zaměření na mobilní přístroje, především a mimo jiné:
- Nepodporuje barvy
- Podporuje vnořené dokumenty (card) v jednom souboru
- Definuje některé ovládací prvky koncového prohlížeče
- Podporuje pouze černobílé obrázky ve formátu WBMP
- Prohlížeči bývá vyžadována jeho striktní validita
- Definice vstupních formulářů podporuje primitivní validace hodnot

## Vznik a využití
Sdružení WAP Forum jej definovalo v rámci skupin protokolů WAP 1.0 (Wireless Application Protocol) v roce 1998. Své předurčení splnil vzorně a ve verzi 1.1 je implementován v naprosté většině mobilních telefonů. Další verze (aktuálně 1.3) nejsou oblíbené, ani široce podporované. Nástupcem WML je XHTML Mobile Profile podle definice WAP 2.0.
První společností, která spustila veřejnou stránku WML, byl v říjnu 1999 nizozemský operátor mobilní telefonní sítě Telfort a první společnost na světě, která uvedla na trh telefon Nokia 7110. Stránky Telfort WML byly vytvořeny a vyvinuty jako vedlejší projekt pro testování schopností zařízení. fakturační inženýr Christopher Bee a manažer národního nasazení Euan McLeod. Web WML se skládá ze čtyř stránek v nizozemštině i angličtině, které obsahovaly mnoho gramatických chyb v nizozemštině, protože tito dva vývojáři nevěděli, že WML bylo nakonfigurováno na Nokii 7110 jako domovská stránka a ani jeden z nich nebyl rodilý nizozemský mluvčí.

## Tvorba WML dokumentů a aplikací
Stejně jako u HTML (…), tak i WML umožňuje tvořit dynamické aplikace a statické dokumenty. Na straně poskytovatele je zpravidla web server a na straně klienta prohlížeč v mobilním telefonu. Rozhraní mezi sítí internetu s TCP a mobilní sítí s WDP (další z rodiny WAP) zprostředkovává tzv. WAP Gateway. Toto zařízení dodává podporu mobilním telefonům a provádí validace, různá upravování a komprimace WML kódu.
Tvořit dynamické WML stránky je možno za pomoci libovolné HTTP serverové platformy (CGI …).

## Ukázka struktury WML dokumentu
```
 <?xml version="1.0"?>
 <!DOCTYPE wml PUBLIC "-//PHONE.COM//DTD WML 1.1//EN"
    "http://www.phone.com/dtd/wml11.dtd" >
 <wml>
   <card id="main" title="First Card">
     <p mode="wrap">This is a sample WML page.</p>
   </card>
 </wml>

```

Mime Type WML je:

text/vnd.wap.wml

a koncovka zpravidla .wml, není to ovšem podmínkou.
Validaci lze provádět podle těchto DTD
- http://www.wapforum.org/DTD/wml_1.1.xml Archivováno 23. 12. 2006 na Wayback Machine.
- http://www.wapforum.org/DTD/wml_1.2.xml Archivováno 31. 7. 2020 na Wayback Machine.
- http://www.wapforum.org/DTD/wml13.dtd Archivováno 30. 12. 2006 na Wayback Machine.

a dobře poslouží i W3C Markup Validation service (http://validator.w3.org/).